# روش ۳۸۲۳۷
سیارک ۳۸۲۳۷ (به انگلیسی: 38237 Roche، نامگذاری:1999OF) سی و هشت هزار و دویست و سی و هفتمین سیارک کشف شده‌است که در ۱۶ ژوئیه ۱۹۹۹ کشف شد.